# Gaël Le Bellec
Gaël Le Bellec (Entrechaux, 6 de abril de 1988) es un deportista francés que compitió en duatlón. Ganó tres medallas de oro en el Campeonato Mundial de Duatlón de Larga Distancia entre los años 2014 y 2018.

## Palmarés internacional
| Campeonato Mundial | Campeonato Mundial | Campeonato Mundial | Campeonato Mundial |
| Año                | Lugar              | Medalla            | Prueba             |
| ------------------ | ------------------ | ------------------ | ------------------ |
| 2014               | Zofingen ( Suiza)  | Medalla de oro     | Individual         |
| 2015               | Zofingen ( Suiza)  | Medalla de oro     | Individual         |
| 2018               | Zofingen ( Suiza)  | Medalla de oro     | Individual         |